# Paul Berthoud
Paul Berthoud (* 14. Mai 1847 in Vallorbe; † 26. Februar 1930) war ein Schweizer Missionar. Er missionierte in Südafrika und begründete 1887 mit Ernest Creux (1845–1929) die Mission Suisse dans l’Afrique du Sud in Mosambik. Sein Bruder war der Sprachwissenschaftler Henri Berthoud.

## Werke
- Les nègres Gouamba ou les vingt premières années de la mission romande. Lausanne: Conseil de la Mission Romande, 1896